# Emulgeringsmedel
Emulgeringsmedel  är ett kemiskt ämne, som används för att ge en jämn blandning åt en emulsion som består av två eller flera beståndsdelar. Det kan bland annat avse en tillsats till livsmedel eller flytande blandbränslen.
Ett vanligt emulgeringsmedel är lecitin.
Forskning på djur vid Georgia State University i USA visar att emulgeringsmedel som tillsats i mat kan vara kopplad till kroniska inflammationer i tarmsystemet, rapporterar flera medier.